# Wawrzyniec Lewandowski
Wawrzyniec Lewandowski (ur. 8 sierpnia 1831 w Łaskarzewie, zm. 4 sierpnia 1864) – polski ksiądz katolicki, uczestnik powstania styczniowego, brat stryjeczny pułkownika Walentego Lewandowskiego, naczelnika wojskowego województwa podlaskiego w powstaniu styczniowym, brat wuja i szwagra Wincentego Brzostowskiego.

## Przed powstaniem styczniowym
Był synem Jana Lewandowskiego, kuśnierza oraz Marianny z Mrozów Lewandowskiej. Po ukończeniu szkoły elementarnej w Łaskarzewie, kształcił się w gimnazjum w Siedlcach, następnie wstąpił do Seminarium Duchownego w Janowie Podlaskim. Był kolegą seminaryjnym innego późniejszego powstańca, księdza Stanisława Brzóski. Święcenia kapłańskie przyjął 3 maja 1856 roku. Został wikarym w Górznie, później w Rozbitym Kamieniu. Od lipca 1863 roku mianowany proboszczem parafii Seroczyn.

## Działalność powstańcza
Podczas powstania styczniowego był członkiem komitetu powstańczego. Na plebanii ukrywał broń, dostarczał ukrywającym się w lesie powstańcom z oddziału ks. Brzóski żywność. Wśród parafian uważany był za wzór patrioty. Głosił kazania w „podniosłym duchu patriotyzmu”.
W nocy z 3 na 4 lipca 1864 dwóch powstańców z oddziału ks. Brzóski – Stanisław Bojanek (kleryk pochodzący z Latowicza) oraz Wincenty Szczuka przybyło do folwarku Kamieniec z zadaniem odzyskania przechowywanych tam koni powstańczych. Właściciel folwarku Rudnicki nie tylko odmówił wydania koni, ale też związał powstańców i nakazał sołtysowi zaciągniecie nad nimi straży i wydanie ich zaborcy.
Powiadomiony o zajściu ks. Lewandowski jeszcze tej samej nocy przybył konno z Seroczyna. Zażądał uwolnienia powstańców, a gdy żądanie nie zostało spełnione – osobiście rozwiązał pojmanych i umożliwił im ucieczkę.
Już 5 lipca do Kamieńca przybył oddział rosyjski i aresztował sołtysa Jana Patoleta i dwóch chłopów (I. Ossowski i M. Pawluk), którzy mieli strzec powstańców, lecz nie zapobiegli ich ucieczce. 9 lipca został zaś aresztowany ksiądz Lewandowski. Mimo tortur nie wydał nikogo.
27 lipca sąd wojenny w Siedlcach skazał księdza Wawrzyńca Lewandowskiego na śmierć za „podburzające kazania i rozkaz uwolnienia dwóch powstańców”. Dwa dni później Fiodor Berg namiestnik Audytoriatu Polowego utrzymał wyrok śmierci na Lewandowskiego. Jednocześnie nakazał zwolnić sołtysa i dwóch chłopów, początkowo skazanych na katorgę.
4 sierpnia 1864 skuty za ręce i nogi i przebrany w ubranie chłopskie Lewandowski został przewieziony do Seroczyna i powieszony publicznie na wzgórzu. Ciało wrzucono do dołu w pobliżu miejsca kaźni. Następnie mogiłę stratował oddział Kozaków, żeby parafianie nie wiedzieli, w którym miejscu pochowany jest ksiądz. Miejsce pochówku zostało jednak pomysłowo zaznaczone przez kilku mieszkańców Seroczyna.

## Pamięć o bohaterze
W okresie międzywojennym pamięć o bohaterze powstania styczniowego była bardzo żywa wśród mieszkańców miejscowości. Mogiłę przyozdabiano kwiatami, następnie ufundowano tablicę marmurową i pomnik. W roku 1925 rozpoczęto budowę szkoły podstawowej, ku czci księdza.
W roku 1938 odbyła się uroczystość poświęcenia szkoły i odsłonięcia pomnika, którego w imieniu premiera Felicjana Sławoj Składkowskiego, dokonał starosta siedlecki, Stanisław Guliński. Tablice pamiątkowe poświęcone ks. Lewandowskiemu znajdują się w kościołach w Seroczynie i Łaskarzewie.